# يوم الأثقال
يوم الأثقال هو معركة دارت بين قوات الدولة الأموية وقبائل التورجش التركية في سبتمبر / أكتوبر 737. غزا الأمويون بقيادة والي خراسان، أسد بن عبد الله القسري، إمارة خطال في بلاد ما وراء النهر، وطلب الحاكم المحلي المساعدة من التورجش. تراجع الجيش الأموي قبل وصول التورجش، وتمكن من عبور نهر جيحون في الوقت المناسب، في حين اشتبكت المؤخرة مع القوات التركية المطاردة. عبر التورجش النهر وهاجموا حامية أمتعة الجيش الإسلامي، واستولوا على جزء منها. في حين هبّ الجيش الأموي الرئيسي لإنقاذ الحامية ودفع التورجش للانسحاب.

## خلفية
فتح القائد الأموي قتيبة بن مسلم بلاد ما وراء النهر في عهد الوليد بن عبد الملك (حكم 705-715)، بعد الفتوحات الإسلامية لبلاد فارس وخراسان في منتصف القرن السابع.   ظلت ولاءات السكان الإيرانيين والتركيين الأصليين في بلاد ما وراء النهر والحكام المحليين المستقلين محل شك، وفي عام 719 أرسل أمراء البلاد عريضة إلى البلاط الصيني وأتباعه التورجش للحصول على مساعدة عسكرية ضد حكام الخلافة الأموية. رداً على ذلك، شن التورجش بدءا من عام 720 سلسلة من الهجمات ضد المسلمين في ما وراء النهر، إلى جانب انتفاضات ضد الخلافة بين الصغديين. تمكن الولاة الأمويين في البداية من قمع الاضطرابات، على الرغم من فقدان السيطرة على وادي فرغانة.   في عام 724، اضطر الوالي الأموي مسلم بن سعيد الكلابي وجيشه من الانسحاب في معركة يوم العطش أمام الترك عندما حاول إخضاع فرغانة. دفع هذا المسلمين إلى اتخاذ موقف دفاعي، وعلى الرغم من عدم وقوع معارك ضارية، إلا أنه خلال السنوات القليلة التالية انهار الحكم الإسلامي في ما وراء النهر بسرعة.   في مواجهة هذه الأزمة، اتخذ الخليفة هشام بن عبد الملك (حكم 723-743) إجراءات جذرية: تم فصل خراسان عن سلطة والي العراق ورفعها إلى ولاية منفصلة، تحت حكم أشرس بن عبد الله السلمي.   مثل سلفه، أسد بن عبد الله القسري، حاول أشرس كسب ولاءات السكان المحليين والموالي الأصليين غير العرب الذين اعتنقوا الإسلام من خلال معالجة بعض شكاواهم بشأن الضرائب. لكن سرعان ما تم عكس هذه السياسة - ربما بسبب ضغوط الخليفة نفسه - أدى هذا إلى ثورة عامة في البلاد. وزاد الأمر خطورة بسبب طلب الثوار المساعدة من الخاقان التركي الذي رد بقيادة جيشه بنفسه ضد المسلمين. بحلول عام 728، لم تبقى سوى سمرقند وحصنا كامارجا والدبوسية على نهر زرافشان تحت الحكم الإسلامي في كل بلاد ما وراء النهر. 
على الرغم من الانتصار في وقعة الشعب عام 731، خسر المسلمون ما يقرب من 20,000 رجل، مما أدى إلى إضعاف الجيش الخراساني واستلزم الأمر نقل قوات جديدة من العراق. في السنوات التي أعقبت ذلك، فُقدت سمرقند واستعاد الصغديون تحت حكم غورك استقلالهم، بينما تقلص النشاط العسكري الإسلامي شمال جيحون بشدة: ما ذكرته المصادر المعاصرة قبل 735 من الحملات يتعلق بعمليات الحفاظ على ولاء إمارات طخارستان في وادي النهر العلوي.   بالإضافة إلى ذلك، كانت السلطات الأموية منشغلة بتمرد الحارث بن سريج، الذي اندلع في أوائل عام 734، وانتشر بسرعة وحشد دعم جزء كبير من السكان الإيرانيين الأصليين. بل إن جيش المتمردين هدد ذات مرة عاصمة المقاطعة مرو. نجح وصول أسد بن عبد الله القسري، والذي كان قد شغل منصب والي خراسان في 725-727، وجلب معه عشرين ألف جندي شامي مخضرم، في قمع ثورة الحارث، على الرغم من أن تمكن الحارث نفسه من الفرار إلى بدخشان.  خلال عام 736، انشعل القسري بالمسائل الإدارية في ولايته، وأهمها إعادة بناء بلخ، التي نقل عاصمته إليها. في غضون ذلك، أرسل القسري الجنيد الكرماني ضد فلول الحارث، ونجح في طردهم من معاقلهم في طخارستان العليا وبدخشان.  

## المعركة
في عام 737، أطلق أسد القسري حملة على إمارة خطال، التي دعم حكامها تمرد التورجش والحارث. كان الحملة ناجحة في البداية، إلى أن طلب الحاكم الخطالي المساعدة من التورجش. بينما كان الجيش الإسلامي موزعا في عمليات صغيرة، جمع خاقان التورجش سولوك جيشه، الذي بلغ حجمه 50,000 جندي، من عاصمته توكموك إلى خطل في غضون 17 يومًا. حاول حاكم خطال ضرب الطرفين ببعضهما البعض، فأبلغ القسري عن جيش التورجش قبل وصوله بوقت قصير. كان لدى القسري الوقت الكافي لإرسال حامية الأمتعة خاصته، التي كانت محملة بالغنائم والأسرى من خطال، جنوباً تحت قيادة إبراهيم بن عاصم العقيلي، برفقة كتيبة من إمارة الصغنيان الحليفة.    ظل القسري مع الجيش الإسلامي الرئيسي في الخلف، ولكن عند وصول التورجش، توجهت قوات القسري نحو جيحون، وتمكنوا من الوصول إليه قبل التورجش. أمر القسري كل جندي من جنوده بحمل إحدى الأغنام التي أحضرها الجيش معها كمؤن عند عبور النهر. في النهاية، كان لا بد من التخلي عن الأغنام حيث هاجم التورجش مؤخرة الجيش الإسلامي، المكون من كتائب قبائل الأزد وبنو تميم، وبكر بن وائل على الضفة الشمالية.   
بمجرد عبور النهر، أمر القسري رجاله بإقامة معسكر وأرسل أوامره إلى إبراهيم العقيلي بوقف قافلة الأمتعة وأقامة معسكرًا بالمثل. بعد استشارة الحكام المحليين، اتبع خاقان التورجش نصيحة حاكم إشتخان وقاد جيشه لعبور النهر بشكل جماعي. في مواجهة هجوم واسع النطاق من التورجش وسلاح فرسانهم، انسحب العرب إلى معسكرهم. هاجم التورجش المخيم لكنهم انكسروا بعد معركة سريعة.    خلال الليل انسحب التورجيش، وتوجهوا جنوباً لتجاوز قافلة الأمتعة. كان العقيلي قد حفر خندقًا حول معسكره وتمكنت قواته من التغلب على الهجمات الأولى التي شنها حلفاء الخاقان الصغديون. قام الخاقان، بعد تسلقه تلة واستكشاف ترتيبات حراس الأمتعة، بإرسال جزء من رجاله لمهاجمة المعسكر من الخلف، مع التركيز على قوات الصغنيان المتحالفة مع المسلمين، بينما هاجم باقي الجيش من المقدمة. كاد هجوم التورجش أن يقضي على المدافعين: سقط الجزء الأكبر من قوات الصغنيان مع ملكهم، واستولى التورجش على معظم الأمتعة. أنقذ وصول القسري في الوقت المناسب مع الجيش الرئيسي، بقايا القافلة من الدمار. وبحسب الطبري، شن التورجش هجوماً آخر فاشلاً على معسكر القسري في اليوم التالي، 1 أكتوبر 737، ثم انسحبوا بشكل كامل.   

## النتائج
بينما عاد الجيش الإسلامي إلى قاعدته في بلخ، أمضى التورجش الشتاء في طخارستان، حيث انضم إليهم الحارث. على الرغم من نجاح جيش القسري في صد التورجش فقد عانى من خسائر كبيرة. كانت الحملة بمثابة كارثة للقسري وجيشه الشامي. وانهارت سيطرة المسلمين شمال نهر جيحون بشكل كبير.كانت الخسائر التي تكبدها الشاميون في خطال ذات أهمية بالغة على المدى الطويل، حيث كان الجيش الشامي الركيزة الأساسية للدولة الأموية. تولى نصر بن سيار الكناني ولاية خراسان خلفًا لأسد القسري، وكان أخر والي أموي قبل قيام دولة بني العباس. 
سرح القسري رجاله في الشتاء. ومن ناحية أخرى، بناءً على تشجيع الحارث، قرر خاقان التورجش شن هجوم شتوي عبر نهر جيحون، على أمل إثارة السكان المحليين في ثورة ضد العرب. انضم إليه الحارث وأتباعه وغالبية أمراء الصغد وطخارستان. حشد القسري قواته بسرعة وتمكن من الاشتباك مع الخاقان نفسه بجزء صغير من جيشه وهزيمتهم في خارستان. على الرغم من نجاة الخاقان والحارث من الأسر، إلا أن معركة خارستان وجهت ضربة لهيبة الخاقان، وقتل سولوك على يد خصومه بعد فترة وجيزة.  
في عهد نصر بن سيار، استعادت الجيوش الإسلامية معظم بلاد ما وراء النهر، ومع معركة طلاس عام 751 التي أنهت النفوذ الصيني في آسيا الوسطى، تم تأمين هيمنة المسلمين في المنطقة.